# Cuerpo de Motoristas Nacionalsocialistas
El Cuerpo de Motoristas Nacionalsocialistas, en alemán Nationalsozialistisches Kraftfahrkorps o NSKK, fue una organización militar de la Alemania nazi que existió desde 1931 hasta 1945. El grupo fue el sucesor del antiguo Cuerpo de Automovilistas Nacionalsocialistas, fundado a principios de los 1930. Era dirigido por Adolf Hühnlein desde 1934. Después de la muerte de Hühnlein en 1942, Erwin Krauss asumió la dirección como Korpsführer (líder del cuerpo).

## Descripción
El Cuerpo de Motoristas Nacionalsocialistas era la más pequeña de las organizaciones del Partido nazi y formaba parte originalmente de las organizaciones motorizadas de las Sturmabteilung (SA). En 1934, el grupo contaba con 10 000 miembros y estaba separado de las SA como organización independiente. Esta acción salvo al NSKK de su extinción, porque poco después parte de las SA sufrieron persecución, por lo que las SA perdieron mucho poder en la Alemania nazi, sobre todo después de la purga de la noche de los cuchillos largos, aunque las SA no fueron desarticuladas totalmente.
La labor primaria del NSKK era educar a sus miembros acerca de experticias motorizadas. Eran entrenados en el mantenimiento y manejo de motocicletas y automóviles de alto rendimiento. A mediados de los 1930, el NSKK también servía como grupo de asistencia en ruta, comparable a la moderna Asociación Estadounidense del Automóvil o a su contraparte británica, The Automobile Association.

## Afiliación
La incorporación al NSKK no requería conocimiento previo en automovilismo y el grupo era reconocido por aceptar miembros sin licencia de conducir. Se pensaba que su entrenamiento en el NSKK procuraría todos los conocimientos necesarios. El NSKK se adscribía a la doctrina racial y exigía a sus miembros características de raza aria para ser aceptados. El NSKK era una organización militarizada, con sus propios rangos.

## Segunda Guerra Mundial
Con el estallido de la Segunda Guerra Mundial en 1939, el Cuerpo de Motoristas Nacionalsocialistas fue una cantera preferida de la Wehrmacht para reclutamiento, por el conocimiento que tenían los miembros del NSKK de transporte motorizado, aunque el grueso de la Wehrmacht confiaba en los caballos. La mayoría de los miembros del NSKK se alistaron en el ejército regular, sirviendo en tareas de transporte en las distintas ramas.
En 1945, el NSKK fue deshecho y declarado "organización condenada" por los Juicios de Núremberg (no organización criminal). Esto se debió a los orígenes del NSKK en las SA y la doctrina de superioridad racial requerida para su membresía.

## Grados del Cuerpo de Motoristas Nacionalsocialistas
| Rangos del NSKK        | Traducción                                                                          |  |
| Rangos del NSKK        | Traducción                                                                          |  |
| NSKK-Korpsführer       | Coronel General/ Capitán General en otros países                                    |  |
|                        |                                                                                     |  |
| NSKK-Obergruppenführer | General de Infantería/Artillería/Tropas Blindadas/ Teniente General en otros países |  |
|                        |                                                                                     |  |
| NSKK-Gruppenführer     | Teniente General/ General de División en otros países                               |  |
|                        |                                                                                     |  |
| NSKK-Brigadeführer     | Mayor General/ General de Brigada en otros países                                   |  |
|                        |                                                                                     |  |
| NSKK-Oberführer        | Brigadier                                                                           |  |
|                        |                                                                                     |  |
| NSKK-Standartenführer  | Coronel                                                                             |  |
|                        |                                                                                     |  |
| NSKK-Oberstaffelführer | Teniente coronel                                                                    |  |
|                        |                                                                                     |  |
| NSKK-Staffelführer     | Mayor                                                                               |  |
|                        |                                                                                     |  |
| NSKK-Hauptsturmführer  | Capitán                                                                             |  |
|                        |                                                                                     |  |
| NSKK-Obersturmführer   | Teniente                                                                            |  |
|                        |                                                                                     |  |
| NSKK-Sturmführer       | Subteniente                                                                         |  |
|                        |                                                                                     |  |
| NSKK-Haupttruppführer  | Sargento Mayor/ Suboficial Mayor en otros países                                    |  |
|                        |                                                                                     |  |
| NSKK-Obertruppführer   | Sargento Maestre/ Suboficial en otros países                                        |  |
|                        |                                                                                     |  |
| NSKK-Truppführer       | Sargento 1°                                                                         |  |
|                        |                                                                                     |  |
| NSKK-Oberscharführer   | Sargento                                                                            |  |
|                        |                                                                                     |  |
| NSKK-Scharführer       | Cabo 1º                                                                             |  |
|                        |                                                                                     |  |
| NSKK-Rottenführer      | Cabo                                                                                |  |
|                        |                                                                                     |  |
| NSKK-Obersturmmann     | Soldado de primera clase/ Soldado Primero en otros países                           |  |
|                        |                                                                                     |  |
| NSKK-Sturmmann         | Soldado raso                                                                        |  |